# Годината на дракона
„Годината на дракона“ (на английски: Year of the Dragon) е американски игрален филм (екшън, драма, криминален) от 1985 година на режисьора Майкъл Чимино, по сценарий на Оливър Стоун и Майкъл Чимино. Оператор е Алекс Томсън. Музиката във филма е композирана е от Дейвид Мансфилд. Базиран е по романа на Робърт Дейли. Филмът излиза на екран от 16 август 1985 г.

## Сюжет
Режисьорът Майкъл Чимино, известен с филмите „Ловецът на елени“ и „Вратата на рая“, се е насочил към автентичния Чайнатаун за декор на високоскоростния екшън ГОДИНАТА НА ДРАКОНА. Мики Рурк е в ролята на грубо полско-американско ченге, което си е поставило за задача не само да запази Чайнатаун безопасен за местните, но и да унищожава дълбоко вкоренената престъпност и наркокартели. Никой не подкрепя ченгето в неговия кръстоносен поход, и когато той се сблъсква с привидно любезния, но лукав престъпен бос (Джон Лоун от „Последният император“) и сексапилната новодошла (Ариан), той май поема върху себе си повече, отколкото може да понесе. Поне жена му и момчетата в Сити Хол мислят така... Но хаосът и убийствата ще осеят улиците с трупове преди още пушекът да се е изчистил и прахът да е слегнал, и преди смътното, несигурно бъдеще да е настъпило.